# Rivière La Salle
Pour les articles homonymes, voir La Salle.
La rivière La Salle est un cours d'eau qui prend sa source à une dizaine de kilomètres au Sud de la ville de Portage la Prairie dans la province du Manitoba. Son cours s'oriente vers l'Est.  Après un parcours de 140 kilomètres, entrecoupé de huit barrages, la rivière La Salle se jette dans la rivière Rouge à la hauteur de la ville de Saint-Norbert, banlieue sud francophone de la ville de Winnipeg.

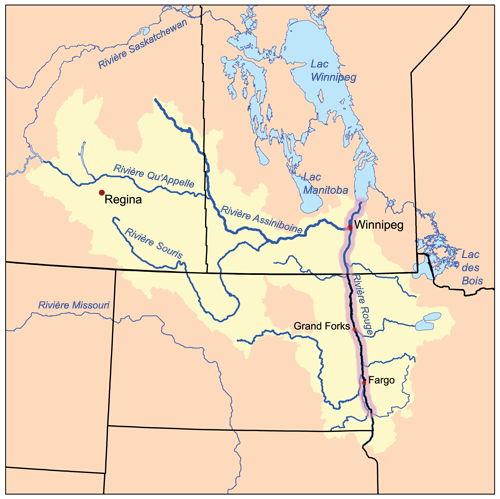
Le parcours de la rivière Rouge.

Anciennement, on l'a dénommée la rivière Sale, la rivière Salle, Salle River et Stinking River.